# Kleingebiet Szécsény
Das Kleingebiet Szécsény (ungarisch Szécsényi kistérség) war bis Ende 2012 eine ungarische Verwaltungseinheit (LAU 1) innerhalb des Komitats Nógrád in Nordungarn. Im Zuge der Verwaltungsreform Anfang 2013 gingen alle 13 Ortschaften in den nachfolgenden Kreis Szécsény (ungarisch Szécsényi járás) über, der noch durch die Gemeinde Szalmatercs aus dem Kleingebiet Salgótarján erweitert wurde.
Im Kleingebiet lebten Ende 2012 auf einer Fläche von 277,68 km² 19.096 Einwohner. Das bevölkerungsmäßig kleinste Kleingebiet im Komitat hatte eine Bevölkerungsdichte von 69 Einwohnern/km².
Der Verwaltungssitz befand sich in der einzigen Stadt Szécsény (5.999 Ew.).

## Ortschaften
| Endrefalva   | Hollókő         | Ludányhalászi | Magyargéc | Nagylóc |
| Nógrádmegyer | Nógrádsipek     | Nógrádszakál  | Piliny    | Rimóc   |
| Szécsény     | Szécsényfelfalu | Varsány       |           |         |

## Sehenswürdigkeiten
Die Gemeinde Hollókő gehört mit ihrer Umgebung seit 1987 zum Weltkulturerbe der UNESCO.